# Особлива дитина: навчання і виховання
«Особлива дитина: навчання і виховання» — український науково-методичний журнал для дефектологів, корекційних педагогів. 

## Історія та зміст
Заснований у 1995 році у Києві МОН України, НАПНУ, видавництвом «Педагогічна преса», Інститутом дефектології НАПНУ.
Виходить з 1996 щокварталу (4 рази на рік). Тираж — 1220 примірників. 
Тематика статей: діагностика, навчання, виховання, розвиток, психологічний супровід, реабілітація дітей з особливими освітніми потребами: зокрема глухих, зі зниженим слухом, сліпих, слабозорих, з тяжкими порушеннями мовлення, затримкою психічного розвитку, порушеннями інтелекту, опорно-рухового апарату, розладами спектра аутизму тощо. Окремі розділи висвітлюють історію розвитку спеціальної школи в Україні. 
Головний редактор — Бондар В. (з 1995 року). Потім головний редактор — Засенко В..